# Honoré de Quiqueran de Beaujeu (1655-1736)
Pour les articles homonymes, voir Honoré de Quiqueran de Beaujeu et Beaujeu.
Honoré de Quiqueran de Beaujeu, né le 29 juin 1655 à Arles où il est mort le 26 juin 1736, est un érudit, philologue et prélat français. Membre d'une des plus anciennes et illustres familles de la noblesse arlésienne et provençale,, il est évêque d'Oloron pendant quelques mois (mars-octobre 1705) puis évêque de Castres de 1705 à sa mort.

## Biographie
Né à Arles, issu de la quatrième branche de l'auguste famille arlésienne Quiqueran de Beaujeu, il est le fils de Honoré baron de Beaujeu et d'Hélène de Grille d'Estoublon.Il est aussi l'un des petits-neveux de Honoré de Quiqueran de Beaujeu, grand prieur de l'ordre de Saint-Jean de Jérusalem prénommé également Honoré.
Après ses études au collège des Oratoriens d'Arles Il entre dans la congrégation de l’Oratoire à l'âge de dix-sept ans en 1672 mais il la quitte une quinzaine d'années plus tard. docteur en théologie de l'université de Bourges en 1684 il enseigne cette matière dans les collèges d'Oratoriens d'Arles et de Saumur. Il est envoyé dans les missions du Poitou et du pays d’Aunis, après la révocation de l’édit de Nantes, et le célèbre Fléchier, évêque de Nîmes, le prend comme grand-vicaire .
Remarqué pour son éloquence lors des assemblés du Clergé de 1693 et 1700, en tant que député, il suscite l’intérêt de Bossuet et de l'abbé Bignon, puis de Louis XIV qui le nomme évêque d'Oloron en mars 1705, et, dès le 11 avril 1705, évêque de Castres où il est consacré le 25 octobre 1705.
Louis XIV étant mort en 1715, dans le temps de l’assemblée générale du clergé, l’évêque de Castres fut choisi pour prononcer à Saint Denis l’oraison funèbre de ce monarque, en la nécropole royale de Saint-Denis. En 1718, il inaugure la cathédrale Saint-Benoît, qu'il a fait terminée, et dont une des cloches porte ses armoiries. Il avait déjà œuvré pour la ville auparavant, faisant bâtir un séminaire et un Hôtel-Dieu.
Ce prélat, en qui Colbert et Soanen eurent un ami zélé, mourut dans sa ville natale d'une fluxion de la poitrine, où il était allé voir sa famille, à 81 ans. Il était membre de l’académie des inscriptions.
On a de lui un volume in-quarto des Mandements, des Lettres, des Instructions pastorales qu’il publia sur l’établissement de son séminaire, sur les maladies contagieuses de Provence et de Languedoc, sur l’incendie de Castres, et sur quelques objets qui décèlent son attachement aux nouveaux disciples de saint Augustin.

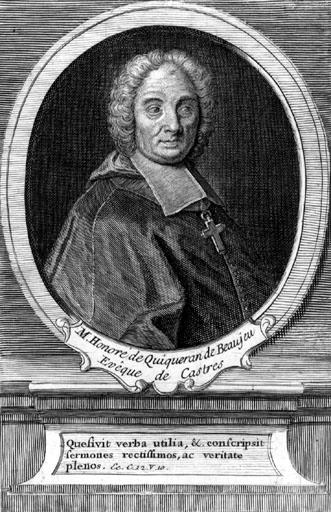
Portrait de l'évêque

### Sources et bibliographie
: document utilisé comme source pour la rédaction de cet article.
- Claude Gros de Boze, Éloge de M. l'évesque de Castres, dans Histoire de l'Académie royale des inscriptions et belles-lettres depuis son établissement, avec les éloges des académiciens morts depuis son renouvellement, chez Hippolyte-Louis Guerin, Paris, 1740, tome 3, p. 222-245 (lire en ligne)
- François-Xavier de Feller, Biographie universelle, t. 7, Paris, Leroux, Jouby et Goume, 1849, p. 126
- Paul Masson, Les Bouches-du-Rhône : Encyclopédie départementale, dictionnaire biographique, des origines jusqu'à 1800, première partie : des origines à 1789, Archives départementales des Bouches-du-Rhône, Marseille, 17 volumes parus de 1913 à 1937, vol. 2, t. IV, p. 399.
- François-Alexandre de La Chenaye des Bois, Dictionnaire de la Noblesse de France, t. VI ou troisième du supplément, 1761.
- François-Alexandre de La Chenaye des Bois, Dictionnaire de la Noblesse de France, seconde édition, t. XI, 1776.
- Armand Jean, Les évêques et archevêques de France depuis 1682 jusqu'à 1801, Paris et Mamers, Alphonse Picard et G.Fleury & A.Dangin, 1891 (lire en ligne), p. 8-9.